# Els Omellons
Els Omellons è un comune spagnolo di 248 abitanti situato nella comunità autonoma della Catalogna.